# Orophea desmos
Orophea desmos är en kirimojaväxtart som beskrevs av Jean Baptiste Louis Pierre. Orophea desmos ingår i släktet Orophea och familjen kirimojaväxter. Inga underarter finns listade i Catalogue of Life.